# Município de Lebanon (condado de Meigs, Ohio)
O município de Lebanon (em inglês: Lebanon Township) é um município localizado no condado de Meigs no estado estadounidense de Ohio. No ano de 2010 tinha uma população de 967 habitantes e uma densidade populacional de 10,23 pessoas por km².

## Geografia
O município de Lebanon encontra-se localizado nas coordenadas 38° 59′ 36″ N, 81° 48′ 55″ O. Segundo o Departamento do Censo dos Estados Unidos, o município tem uma superfície total de 94.5 km², da qual 92,79 km² correspondem a terra firme e (1,81 %) 1,71 km² é água.

## Demografia
Segundo o censo de 2010, tinha 967 pessoas residindo no município de Lebanon. A densidade populacional era de 10,23 hab./km². Dos 967 habitantes, o município de Lebanon estava composto pelo 98,55 % brancos, o 0,52 % eram afroamericanos, o 0,21 % eram amerindios, o 0,21 % eram de outras raças e o 0,52 % eram de uma mistura de raças. Do total da população o 0,31 % eram hispanos ou latinos de qualquer raça.